# بالميرا دوس إنديوس
بالميرا دوس إيندوس (بالبرتغالية: Palmeira dos Índios‏) هي بلدية تقع في البرازيل في ألاغواس.[بحاجة لمصدر] يقدر عدد سكانها بـ 70,434 نسمة ومساحتها 460.610 كم2 وترتفع عن سطح البحر 290 متر.

## المناخ
يظهر الجدول التالي التغييرات المناخية على مدار السنة لبالميرا دوس إنديوس:
| البيانات المناخية لـبالميرا دوس إنديوس          | البيانات المناخية لـبالميرا دوس إنديوس | البيانات المناخية لـبالميرا دوس إنديوس | البيانات المناخية لـبالميرا دوس إنديوس | البيانات المناخية لـبالميرا دوس إنديوس | البيانات المناخية لـبالميرا دوس إنديوس | البيانات المناخية لـبالميرا دوس إنديوس | البيانات المناخية لـبالميرا دوس إنديوس | البيانات المناخية لـبالميرا دوس إنديوس | البيانات المناخية لـبالميرا دوس إنديوس | البيانات المناخية لـبالميرا دوس إنديوس | البيانات المناخية لـبالميرا دوس إنديوس | البيانات المناخية لـبالميرا دوس إنديوس | البيانات المناخية لـبالميرا دوس إنديوس |
| الشهر                                           | يناير                                  | فبراير                                 | مارس                                   | أبريل                                  | مايو                                   | يونيو                                  | يوليو                                  | أغسطس                                  | سبتمبر                                 | أكتوبر                                 | نوفمبر                                 | ديسمبر                                 | المعدل السنوي                          |
| ----------------------------------------------- | -------------------------------------- | -------------------------------------- | -------------------------------------- | -------------------------------------- | -------------------------------------- | -------------------------------------- | -------------------------------------- | -------------------------------------- | -------------------------------------- | -------------------------------------- | -------------------------------------- | -------------------------------------- | -------------------------------------- |
| الدرجة القصوى °م (°ف)                           | 38.9 (102.0)                           | 37.9 (100.2)                           | 37.4 (99.3)                            | 36.9 (98.4)                            | 36.4 (97.5)                            | 33.0 (91.4)                            | 30.8 (87.4)                            | 32.8 (91.0)                            | 35.3 (95.5)                            | 38.8 (101.8)                           | 37.8 (100.0)                           | 38.7 (101.7)                           | 38.9 (102.0)                           |
| متوسط درجة الحرارة الكبرى °م (°ف)               | 33.2 (91.8)                            | 33.2 (91.8)                            | 32.9 (91.2)                            | 31.1 (88.0)                            | 29.2 (84.6)                            | 27.0 (80.6)                            | 26.5 (79.7)                            | 26.8 (80.2)                            | 28.7 (83.7)                            | 31.3 (88.3)                            | 32.9 (91.2)                            | 33.4 (92.1)                            | 30.5 (86.9)                            |
| المتوسط اليومي °م (°ف)                          | 26.4 (79.5)                            | 26.5 (79.7)                            | 26.6 (79.9)                            | 25.6 (78.1)                            | 24.3 (75.7)                            | 22.9 (73.2)                            | 22.1 (71.8)                            | 22.1 (71.8)                            | 23.0 (73.4)                            | 24.7 (76.5)                            | 25.9 (78.6)                            | 26.4 (79.5)                            | 24.7 (76.5)                            |
| متوسط درجة الحرارة الصغرى °م (°ف)               | 21.3 (70.3)                            | 21.5 (70.7)                            | 21.8 (71.2)                            | 21.2 (70.2)                            | 20.4 (68.7)                            | 19.6 (67.3)                            | 18.7 (65.7)                            | 18.5 (65.3)                            | 18.8 (65.8)                            | 19.9 (67.8)                            | 20.8 (69.4)                            | 21.3 (70.3)                            | 20.3 (68.5)                            |
| أدنى درجة حرارة °م (°ف)                         | 15.1 (59.2)                            | 15.0 (59.0)                            | 15.6 (60.1)                            | 15.4 (59.7)                            | 14.7 (58.5)                            | 12.4 (54.3)                            | 14.8 (58.6)                            | 14.3 (57.7)                            | 10.8 (51.4)                            | 16.2 (61.2)                            | 14.6 (58.3)                            | 15.7 (60.3)                            | 10.8 (51.4)                            |
| الهطول مم (إنش)                                 | 38.5 (1.52)                            | 42.9 (1.69)                            | 68.2 (2.69)                            | 99.0 (3.90)                            | 131.0 (5.16)                           | 167.7 (6.60)                           | 134.2 (5.28)                           | 86.6 (3.41)                            | 41.8 (1.65)                            | 19.0 (0.75)                            | 15.9 (0.63)                            | 33.4 (1.31)                            | 878.2 (34.57)                          |
| متوسط أيام هطول الأمطار (≥ 1.0 mm)              | 4                                      | 4                                      | 6                                      | 10                                     | 14                                     | 18                                     | 19                                     | 14                                     | 7                                      | 3                                      | 2                                      | 3                                      | 104                                    |
| متوسط الرطوبة النسبية (%)                       | 66.9                                   | 67.3                                   | 69.6                                   | 76.3                                   | 80.8                                   | 84.9                                   | 84.7                                   | 82.8                                   | 77.1                                   | 70.8                                   | 66.3                                   | 65.8                                   | 74.4                                   |
| ساعات سطوع الشمس الشهرية                        | 253.1                                  | 221.2                                  | 230.7                                  | 205.7                                  | 186.4                                  | 147.0                                  | 161.1                                  | 177.8                                  | 223.4                                  | 269.0                                  | 282.9                                  | 279.3                                  | 2٬637٫6                                |
| المصدر #1: Instituto Nacional de Meteorologia   |                                        |                                        |                                        |                                        |                                        |                                        |                                        |                                        |                                        |                                        |                                        |                                        |                                        |
| المصدر #2: Meteo Climat (record highs and lows) |                                        |                                        |                                        |                                        |                                        |                                        |                                        |                                        |                                        |                                        |                                        |                                        |                                        |

## أعلام
- إلتون خوزيه
- أليساندرو سيلفا دي أرواخو